# Geranospiza caerulescens
El azor zancón (Geranospiza caerulescens), también conocido como gavilán patilargo, azor zancudo, gavilán ranero, gavilán aplomado, gavilán grulla, gavilán zancudo, gavilán patas largas o aguililla zancona es una especie de ave accipitriforme de la familia Accipitridae, que habita las selvas, bosques y sabanas de Centro y Sudamérica. Es el único representante del género Geranospiza.
Es un ave rapaz de aproximadamente 46 cm de longitud, confiada, que salta entre las ramas de los árboles. Realiza vuelos cortos. Presenta una coloración gris celeste. Cola larga y angosta, negruzca barreada de canela y blanco. Ventralmente tiene un fino barreado blanco. Patas largas anaranjadas. En vuelo presenta una notable media luna blanca, base de las primarias color negro. 

## Subespecies
Se reconocen seis subespecies de Geranospiza caerulescens :
- Geranospiza caerulescens nigra. México (excepto el norte y oeste), zona sur del Canal de Panamá. El adulto es negro con una tonalidad glauca. La cola tiene una punta blanca y dos barras blancas prominentes. El vientre, muslos y cobertura de las alas tienen las puntas blancas indistintas. La veleta interna de cada primaria tiene una mancha blanca, formando una barra cuando el ala se extiende. Los ojos son carmesís; la patas son negros; las ceras son profundamente grises; las piernas rojo-anaranjado.
- Geranospiza caerulescens livens: México norte y occidental es más grande y más pálido; profundo gris en lugar del negro grisáceo.
- Geranospiza caerulescens baizarensis: Pacífico; se distribuye desde el oriente de Panamá, la norte occidental de Perú es similar a G. c. livens, pero más pequeño. El joven es más marcado con el vientre blanco debajo.
- Geranospiza caerulescens caerulescens: de Colombia oriental y Ecuador, Venezuela, Guayana, y Brasil (Valle del Amazonas) es más pálido que cualquiera de las subespecies precedentes; con o sin algún obstruir blanquecino en el vientre y muslos. El joven es muy moteado debajo con el pulidor amarillento.
- Geranospiza caerulescens gracilis: reside en Brasil en el Norte-oriental, hasta el sur de Bahai. Es uniformemente y agudamente gris y blanco ventralmente (está ausente de la garganta y pecho). Hay menos negro, y más marrón en la cola.
- Geranospiza caerulescens fiexipes de Brasil al sur, Paraguay, norte de Argentina y Bolivia; es más grande y más pálida que G. c. gracilis.